# 佐藤秀方
佐藤秀方（日语：／ Satō Hidekata/Satō Hidemasa，—1594年9月4日））是日本戰國時代至安土桃山時代武將，佐藤清信之子，美濃國鉈尾山城主。

## 生涯
元龜元年（1570年）7月（另一說法是永祿6年（1563年）），清信死去，由秀方就任家督，領有居城上有知城，總共5,000貫的知行地。
織田信長佔領美濃後，秀方臣服於織田氏並轉戰各地。永祿12年（1569年）爆發的大河內城之戰、元龜元年（1570年）爆發的姊川之戰、火燒比叡山和天正2年（1574年）爆發的長島一向一揆，秀方均有參戰。天正3年（1575年）5月爆發的長篠之戰中，秀方跟隨德川家康旗下的酒井忠次攻擊鳶巣山城。其後，秀方臣服於織田信忠，成為東美濃眾一員，並且在天正6年（1578年）獲派至越中出戰月岡野之戰。
天正10年（1582年）本能寺之變爆發，秀方與日根野弘就、金森長近商討去向，並且一度親近家康，甚至收過家康講述其近況的書信。其後，織田信孝與羽柴秀吉關係惡化，秀方則跟從秀吉，並且在天正11年（1583年）與森長可聯手，於立花山之戰中降服靠攏信孝的遠藤慶隆。秀方憑此軍功，讓秀吉將其安堵於鉈尾山城，並且加封武儀郡（現岐阜縣關市內）大半領地，總共2萬5000石。
天正12年（1584年）爆發的小牧、長久手之戰中，秀方作為羽柴軍一員奉命防守內窪山砦。
天正13年（1585年），在秀吉發動紀州征伐時，秀方有份攻打千石堀城。同年，秀方奉秀吉之命支援金森長近攻打三木自綱。自綱投降後，秀吉本來希望將飛驒一國賞賜給長近，但是他不願離開居城越前大野城，秀吉便將萩原諏訪城暫時交給秀方打理，長近在翌年才接受領地。此事深化秀方與長近的關係，後來秀方迎娶長近之姊，使佐藤氏和金森氏成為姻親。
天正18年（1590年）小田原征伐爆發，秀方作為馬廻組頭，率領600人參戰（另一說法是由於秀方當時已經隱居，加上長子佐藤清重體弱多病的關係，因此由次子佐藤方政代父出戰）。秀方也出戰了萬曆朝鮮之役。
文祿2年（1593年），秀方隱居，當時佐藤氏已經領有上有知、關1萬8000石和河內金田2萬石，隱居處是以安寺山麓。
按《常在寺記錄》和《佐藤金森由緒書》記載，秀方在文祿3年7月20日（1594年9月4日）死去。